# Zephyranthes americana
Zephyranthes americana är en amaryllisväxtart som först beskrevs av Johann Centurius von Hoffmannsegg, och fick sitt nu gällande namn av Pierfelice Ravenna. Zephyranthes americana ingår i släktet Zephyranthes och familjen amaryllisväxter. Inga underarter finns listade i Catalogue of Life.